# Mikołaj (Wadowice)
Mikołaj – dawna wieś, obecnie w granicach miasta Wadowice, w Polsce, położona w województwie małopolskim, w powiecie wadowickim. Leży nad Skawą, w południowej części miasta, w rejonie ulicy Gotowizna, naprzeciw Zaskawia. 
Dawniej był to przysiółek Gorzenia Dolnego, stanowiący jego eksklawę na terenie miasta Wadowice. Następnie włączony do Wadowic.

## Zabytki
- zespół dworski z dworem „Mikołaj” przy ul. Błonie (nr rej. A-426/87 z 24.03.1987)